# Anthony Antone
Anthony Antone (urodzony 9 grudnia 1917, stracony 26 stycznia 1984) był Amerykaninem skazanym na śmierć na Florydzie za współudział w planowaniu morderstwa Richarda Clouda. Zbrodnię popełniono 23 października 1975, Antone został skazany na najwyższy wymiar kary 27 sierpnia 1976. Pierwszy nakaz jego egzekucji został anulowany, ale drugi wszedł w życie. W celi śmierci przebywał 7 lat i 10 miesięcy.
Egzekucja Antonego była kontrowersyjna. W jej momencie miał skończone 66 lat (wiek zaliczany już do podeszłego i emerytalnego) i był najstarszą osobą w celach śmierci na Florydzie. Wielu uważało, iż jego egzekucja będzie aktem skandalicznym i niehumanitarnym. W kampanię o złagodzenie wyroku włączył się m.in. katolicki episkopat na Florydzie. 14 stycznia sąd odroczył egzekucję.
Gubernator Bob Graham odrzucił jednak prośby o łaskę i w końcu Antone został stracony na krześle elektrycznym. Był najstarszą osobą straconą w USA po przywróceniu kary śmierci aż do 2004, kiedy w Alabamie stracono Jamesa Hubbarda.